# Виктор Драго
Виктор Драго (право име Синиша Драгојловић; 1. октобар) је хрватски модни продуцент, фотограф и стилиста, и једно од најутицајнијих имена балканске модне сцене. Живи и ради у околини Загреба.

## Каријера
Најпознатији је по пројекту Cro a porter, који постоји од 2003. године, и заслужан је за откривање неких од најзначајнијих имена новије хрватске моде (Amarie, Budoir, Hippy Garden, Elfs, Борис Павлин, Ивица Кларић..).Сарађивао је са певачицом Северином, за коју је осмислио неколико спотова, радио у дизајнерској кући Dsquared,и сарађивао са многим именима модне сцене из окружења попут Ненада Јањатовића, Матије Вујице, као и са страним џет сетом попут Рикија Мартина, Рите Ора и Хајди Клум. Има фарму, и активиста је за права животиња, и има седам паса.